# 1321
Cette page concerne l'année 1321  du calendrier julien. Pour l'année 1321 av. J.-C., voir 1321 av. J.-C.
L'année 1321 est une année commune qui commence un jeudi.

## Événements
- L’empereur Go-Daigo prend personnellement le pouvoir au Japon[1].
- Construction de Tughlaqabad au sud de Delhi (1321-1325)[2].

### Europe
- Mauvaises récoltes en Grande-Bretagne (1321-1322)[3]. Famine et épidémies (typhoïde).

- 20 février, Inowrocław : à l'issue d'un premier procès opposant la Pologne et les Teutoniques au sujet de la Poméranie, cette dernière est rendue à la Pologne[4].
- 18 mars [5]: à la mort du magnat hongrois Matthieu Csák à Trenčín, Carobert de Hongrie réintègre l’ensemble de ses possessions dans le domaine royal[6]. Il agit de même avec les Aba et les autres familles de barons, leur laissant l’administration des comitats, mais veillant à ce qu’ils n’en dominent pas plusieurs dans la même région.
- 5 avril : le basileus Andronic II fait comparaître son petit-fils Andronic III devant un tribunal de hauts dignitaires. Début d'une guerre civile dans l’Empire byzantin (fin en 1328). Andronic III Paléologue, appuyé par l’aristocratie terrienne, lutte contre son grand-père Andronic II[7].
- 19 avril (jour de Pâque) : 
  - Le pape Jean XXII frappe Frédéric II de Sicile et ses conseillers d'excommunication (ils se sont emparés des revenus ecclésiastiques et jette l'interdit sur la Sicile (fin en 1338)[8].
  - Pierre II est couronné roi de Sicile à Palerme, en association avec son père Frédéric II de Sicile[9].
- 4 mai : Révolte de Roger de Mortimer, baron de Wigmore, contre Édouard II (fin en janvier 1322)[10].
- 24 juin : en Aquitaine, les lépreux sont accusés d'avoir reçu de l'argent des juifs pour empoisonner les sources et fontaines[11]. Lépreux et Juifs sont persécutés en Aquitaine et en Languedoc.

- Gédymin de Lituanie reçoit le baptême (1321/1322)[12]. Il promet peu après sa fille Aldona au prince héritier de Pologne Casimir (Kazimierz). Protégé au nord et à l’ouest, il peut s’étendre vers l’est au détriment des pays rus : c'est ainsi qu'après avoir conquis la Podlachie (région de Brest) et la Volhynie, il marche sur  Kiev et remporte une victoire éclatante sur les Rus' coalisés à la bataille de la rivière Irpine ; il arbitre aussi les conflits opposant les princes russes de Pskov à Novgorod. Il est en relation avec les l’archevêque de Rīga comme avec Byzance, dont dépendent ses populations russes.